# جودی برت
جودی بَرِت (انگلیسی: Judi Barrett؛ زادهٔ ۱۹۴۱ (۸۳–۸۴ سال)) نویسنده کتاب‌های مصور کودکان اهل ایالات متحده آمریکا است. مشهورترین اثرش ابری با احتمال بارش کوفته‌قلقلی نام دارد.